# Борщёвка (Хойникский район)
Борщёвка (бел. Баршчоўка) — упразднённая деревня в Стреличевском сельсовете Хойникского района Гомельской области Беларуси.

## География

### Расположение
В 50 км на юг от районного центра и железнодорожной станции Хойники (на ветке Василевичи — Хойники от линии Гомель — Калинковичи), в 168 км от Гомеля.
На территории Полесского государственного радиационно-экологического заповедника.

### Гидрография
На востоке и севере мелиоративные каналы, соединённые с рекой Припять (приток реки Днепр).

## Транспортная сеть
Транспортные связи по просёлочной, а затем автодороге Довляды — Хойники. Планировка состоит из криволинейной улицы, ориентированной с юго-востока на северо-запад и разветвленной в её центр. части. Застройка преимущественно односторонняя, деревянная, усадебного типа.

## История
По письменным источникам Борщёвка известна с XVI века как селение в Киевском воеводстве Великого княжества Литовского. В 1526 г. игумен Свято-Михайловского (Златоверхого) монастыря в Киеве Макарий упомянул «Возле Борщовки поле Михайловское звечное». Тому монастырю она и принадлежала.
После 2-го раздела Речи Посполитой (1793 год) в составе Российской империи. В 1876 году помещик Грузевич владел в деревне 135 десятинами земли. В 1885 году работала водяная мельница, в Дерновичской волости Речицкого уезда Минской губернии. Согласно переписи 1897 года действовали церковь, церковно-приходская школа, хлебозапасный магазин, трактир. Рядом находился одноимённый фольварк.
С 8 декабря 1926 года до 20 февраля 1964 года центр Борщовского сельсовета Комаринского, с 25 декабря 1962 года Хойникского районов Речицкого, с 9 июня 1927 года Гомельского (до 26 июля 1930 года) округов, с 20 февраля 1938 года Полесской, с 8 января 1954 года Гомельской областей.
В 1929 году организован колхоз. Во время Великой Отечественной войны в мае 1943 года каратели полностью сожгли деревню и погубили 4 жителей. На фронтах и в партизанской борьбе погибли 88 жителей из деревень Молочки и Борщовка, память о них увековечивают обелиск и скульптура партизана, поставленные в 1970 году около Дома культуры. Согласно переписи 1959 года была центром колхоза «1 Мая». 
Размещались 8-летняя школа, клуб, библиотека, фельдшерско-акушерский пункт, ветеринарный участок, отделение связи, магазин.

## Население
В связи с радиационным загрязнением после катастрофы на Чернобыльской АЭС жители (124 семьи) переселены в чистые места.

### Численность
- 1986 год — 450 жителей. 2018 год — жителей нет

### Динамика
- 1811 год — 7 дворов
- 1885 год — 29 дворов, 178 жителей
- 1897 год — 47 дворов, 276 жителей (согласно переписи)
- 1908 год — 67 дворов, 425 жителей
- 1940 год — 105 дворов
- 1959 год — 411 жителей (согласно переписи)
- 2004 год — жителей нет

## Достопримечательность
- Памятник землякам, погибшим в Великой Отечественной войне. В память о 84 жителях деревни Молочки и Борщёвка. В 1970 году около дома культуры установлен памятник — обелиск и скульптура партизана.

## Известные уроженцы
- Раиса Николаевна Кошельникова — народная артистка БССР[1]